# Peter Schultze (Journalist)
Peter Schultze (* 11. Oktober 1922 in Berlin; † 18. Juli 2009 in Berlin) war ein deutscher Journalist und Fernsehmoderator. Im Jahr 1946 zählte er zu den ersten deutschen Mitarbeitern des Senders RIAS.

## Leben
Von 1964 bis zu seiner Pensionierung 1987 fungierte er als stellvertretender Chefredakteur und Leiter der Hauptabteilung Politik des SFB-Fernsehens. Unter seiner Verantwortung stand die regionale Berichterstattung, darunter auch die Berliner Abendschau.
Schultze war Mitbegründer des politischen Magazins Kontraste, welches er gelegentlich in Vertretung von Chefredakteur Peter Pechel moderierte.

## Ehrungen
- 1972: Verdienstkreuz am Bande der Bundesrepublik Deutschland